# Большой Катыс
Большой Катыс — река в России, протекает по Тюменской области. Устье реки находится в 127 км по левому берегу реки Имгыт. Длина реки составляет 83 км. Площадь водосборного бассейна — 644 км². Высота устья — 62 м над уровнем моря. Высота истока — 87 м над уровнем моря.

## Притоки
- 19 км: Малый Катыс (лв)
- Горная (пр)
- Катыс (пр)

## Данные водного реестра
По данным государственного водного реестра России относится к Иртышскому бассейновому округу, водохозяйственный участок реки — Иртыш от впадения реки Тобол до города Ханты-Мансийск (выше), без реки Конда, речной подбассейн реки — бассейны притоков Иртыша от Тобола до Оби. Речной бассейн реки — Иртыш.